# Рамзи, Ахмед (футболист)
Ахмед Мегахид Рамзи (араб. أحمد رمزي‎; 25 июля 1965, Каир) — египетский футболист, полузащитник.

## Карьера

### Клубная
В 1987 году Ахмед Рамзи начал свою профессиональную карьеру в столичном «Замалек». Этот клуб стал единственной командой в его карьере, так как он не менял его ни на какой другой вплоть до 1996 года, когда она завершил свою карьеру игрока.

### Сборная
В 1987 году Рамзи также был впервые приглашён в состав сборной Египта.
В её составе он участвовал на чемпионате мира в Италии. Однако сборная не смогла пройти дальше группового этапа турнира.
Всего Ахмед Рамзи сыграл более 30 игр за сборную Египта, в которых сумел забить четыре гола.

## Достижения
«Замалек»
- Чемпионат Египта (3): 1987/88, 1991/92, 1992/93
- Кубок Египта: 1987/88
- Лига чемпионов КАФ (2): 1993, 1996